# بيير سافورنيا دو برازا
بيير سافورنيا دو برازا (بالفرنسية: Pierre Savorgnan de Brazza)‏ مستكشف فرنسي من أصول إيطالية ولد في 26 يناير 1852 بروما وتوفي في 14 سبتمبر سنة 1905، إستكشف بعض المناطق غرب إفريقيا بين 1875 و1878 لصالح الحكومة الفرنسية.

## روابط خارجية
- بيير سافورنيا دو برازا على موقع الموسوعة البريطانية (الإنجليزية)